# Microlicia subalata
Microlicia subalata är en tvåhjärtbladig växtart som beskrevs av John Julius Wurdack. Microlicia subalata ingår i släktet Microlicia och familjen Melastomataceae. Inga underarter finns listade i Catalogue of Life.